# Ted Benoit
Ted Benoit, pseudonimo di Thierry Benoit (Niort, 25 luglio 1947 – 30 settembre 2016), è stato un fumettista francese.

## Biografia
Benoit studiò dapprima cinema all'IDHEC (una scuola di cinema francese), e solo in un secondo tempo si dedicò al fumetto.
Il suo primo libro, Hôpital (ed. Les Humanoïdes Associés), ricevette il premio per la sceneggiatura al Festival d'Angoulême del 1979.
È stato scelto per riprendere la serie di Blake e Mortimer (interrotta dopo la morte dell'autore); in questo ambito egli disegnò due libri: L'affare Francis Blake e Lo strano appuntamento.
Ted Benoit è membro di Crayon, un'associazione di disegnatori.

## Opere
Nota: testi e disegni sono sempre dell'autore, tranne ove indicato diversamente. Sotto alle edizioni francesi sono elencate, qualora esistano, le rispettive, prime edizioni in volume italiane.
- 1979: Hopital, Les Humanoïdes Associés
  - 1983: Ospedale, Edizioni Nuova Frontiera
- 1980: Vers la ligne claire, Les Humanoïdes Associés
- 1982: Histoires vraies, testi di Yves Cheraqui, Les Humanoïdes Associés
- 1982: Ray Banana: Berceuse électrique, Casterman
- 1985: La peau du léopard, testi di Madeleine De Mille, Albin Michel
- 1986: Ray Banana: Cité Lumière, Casterman
  - 1989: Ray Banana: Avventura a Parigi, Alessandro Distribuzioni
- 1987: Bingo Bongo et son combo congolais, Les Humanoïdes Associés
- 1987: Passage vers l'oubli, portfolio, Ludovic Trihan
- 1989: Les mémoires de Thelma Ritter: L'homme de nulle part, disegni di Pierre Nedjar, testi di Ted Benoit, Casterman
- 1994: Ray Banana: L'homme qui ne transpirait pas, Reporter
- 1996: Blake & Mortimer: L'affaire Francis Blake, testi di Jean Van Hamme, Éditions Blake et Mortimer
  - 1997: Blake & Mortimer: Il caso Francis Blake, testi di Jean Van Hamme, Comic Art
- 1996: Blake et Mortimer, histoire d'un retour, Entretiens avec Jean Van Hamme et Ted Benoit, a cura di Jean-Luc Cambier ed Eric Verhoest, Éditions Blake et Mortimer
- 1996: L'affaire Blake, portfolio, Champaka
- 2001: Blake & Mortimer: L'étrange rendez-vous, testi di Jean Van Hamme, Éditions Blake et Mortimer
  - 2001: Blake & Mortimer: Lo strano appuntamento, testi di Jean Van Hamme, Alessandro Editore
- 2001: L'oeuf du mystère, Le 9 Monde
- 2001: Fall Guy, portfolio, Le 9 Monde
- 2004: Playback, disegni di François Ayroles, adattamento di Ted Benoit, da un romanzo di Raymond Chandler, Denoël
  - 2007: Playback, disegni di François Ayroles, adattamento di Ted Benoit, da un romanzo di Raymond Chandler, Edizioni BD
- 2006: Un nouveau monde, raccolta di disegni, a cura di Jean-Luc Cambier ed Eric Verhoest, Dargaud
- 2014: Ray Banana: La philosophie dans la piscine, La boîte à bulles